# Siegfried Verbeke
Pour les articles homonymes, voir Verbeke.
Siegfried Verbeke (né le 21 juin 1941 à Anvers) est un écrivain belge négationniste condamné plusieurs fois à des peines de prison pour ses écrits.

## Biographie
En 1983, il est le cofondateur et le directeur de la Fondation européenne pour le libre examen historique (Vrij Historisch Onderzoek ou VHO) avec pour objet d'éditer et de faire connaître les documents et les archives de nature à réviser l'histoire officielle de la shoah. À la suite de sa condamnation de 1990, l'activité du centre est interdite et le VHO dissout par les autorités. Il transfère alors ses activités éditoriales aux Pays-Bas et en Allemagne.

## Condamnations
En 1990, il est condamné par la justice belge, pour diffusion d'écrits négationnistes, à un an de prison avec sursis et à dix ans de privation de droits civiques.
Le 11 décembre 1998, à la suite d'une plainte de la Fondation Anne-Frank à Bâle contre la publication depuis 1991 de  Le Journal d'Anne Frank : une approche critique qui met en doute l'authenticité du texte, la cour civile du District d'Amsterdam rend hors la loi, comme contestation de la Shoah, tout déni concernant l'authenticité du manuscrit publié sous le titre Le Journal d'Anne Franck, ordonne le retrait des exemplaires à la vente, et les condamne à verser 25 000 florins d'amende par contravention constatée.
En 1998, une information est ouverte contre lui en Allemagne pour "incitation à la haine raciale et dénégation de l'Holocauste".
En 2004, la justice belge le condamne pour "contestation de génocide des Juifs durant la Seconde guerre mondiale" à un an de prison ferme et 2 500 euros d'amende. 
L'Allemagne demande son arrestation et son extradition, qui est refusée par la Belgique.
Il est arrêté le 4 août 2005 à l'aéroport d'Amsterdam-Schiphol où il voulait prendre un vol pour les Philippines avec sa femme philippine, et est déporté vers l'Allemagne ou un mandat d'arrêt international a été rendu contre lui. Incarcéré en attente de sa comparution en justice, il refuse d'admettre sa culpabilité, de renier ses recherches et de se repentir.
Avec Vincent Reynouard, il a été condamné en 2008 à un an de prison ferme.
Son frère Herbert Verbeke a également été condamné en France et en Belgique. En Allemagne, il est poursuivi pour la publication des livres de révisionnistes. Depuis 2009 il se trouve en Espagne à la suite d'une action de son frère Siegfried et l'épouse philippine de Siegfried.

## Publications
- (en) The Diary of  Ann Frank: a Critical Approach (1991), avec Robert Faurisson